# Stranišče
Stranišče ali toaleta (pogosta okrajšava je WC) je prostor namenjen predvsem uriniranju ali defekaciji, pa tudi odplakovanju produktov bljuvanja in menstruacije.
Kratica WC je angleška in pomeni water-closet (dobesedno vodna omara) – to je stranišče, ki se izpira s tekočo vodo.
Obstaja več tipov stranišč. V splošnem se delijo na hišna (družinska) in javna, ta pa se delijo še glede na spol in/ali posebne potrebe (stranišča za invalide, stranišča prilagojena malčkom). Na različnih prireditvah na prostem se pogosto montirajo prenosna stranišča.
Glede na namen so opremljena bodisi z straniščno školjko bodisi katero drugo odplakovalno napravo. Mednje sodijo najrazličnejši pisoarji ter t. i. stranišča na štrbunk. V zadnjem času so moderna »hi-tech« stranišča.
Opremljena so s toaletnim papirjem. V straniščih se zaradi higiene nahaja tudi umivalnik za roke, milo ter brisača (v javnih straniščih se namesto nje uporablja papirnate brisače ali sušilnik rok). 
Javna stranišča so poznali že v Antiki.